# Michaïl Kritsotákis
Michaïl Kritsotákis (grec moderne : Μιχαήλ Κριτσωτάκης του Γεωργίου) est un homme politique grec.

## Biographie

### Engagement politique
En 2012, il est chargé de la réforme administrative dans le cabinet fantôme (« σκιώδης κυβέρνηση ») de SYRIZA.
Élu député d'Héraklion sur la liste de la SYRIZA lors des élections législatives de janvier 2015, il est membre du comité permanent sur l'administration publique, l'ordre public et la justice, du comité permanent spécial des régions, du comité permanent spécial sur l'éthique parlementaire et du comité permanent spécial sur le suivi des décisions de la Cour européenne des droits de l'homme.
Opposé à l'accord passé entre le gouvernement Tsípras I et les créanciers de la Grèce sur un nouveau prêt de 86 milliards d'euros sur trois ans, en échange de nouvelles mesures d'austérité, il fait partie des fondateurs du nouveau parti Unité populaire le 21 août 2015.